# Edmundo Curvelo
Edmundo de Carvalho Curvelo (Arronches, 18 de Outubro de 1913 — Lisboa, 13 de Janeiro de 1954) foi um filósofo e lógico português da primeira metade do século XX. 
A vida do professor Edmundo Curvelo foi vivida, essencialmente, entre Lisboa, onde estudou e trabalhou, e Abrantes, cidade adoptada pelos pais, Francisco Inácio Curvelo e Margarida Carvalho Curvelo, e pelo irmão mais novo, Joaquim António Carvalho Curvelo, e onde se deslocava para descansar e visitar a família. O professor Edmundo Curvelo casou-se em Faro, em 1940, com Noémia Cruz de quem se separou anos mais tarde. Do casamento não teve qualquer filho e também não se voltou a casar.

## Apresentação geral
Para Edmundo Curvelo, quarenta anos de vida e dez de publicações foram suficientes para marcar a história do pensamento português; em geral, através dos trabalhos na área da lógica, em particular, através do empreendimento em logificar a psicologia. Segundo ele, a Psicologia só conquistaria estatuto de Ciência na medida em que se deixasse logificar, pois, para o Professor de Abrantes, a ciência é uma construção lógica. Logificar um qualquer assunto é descobrir as estruturas estáveis que tem a linguagem que poderá representar esse qualquer assunto com fidelidade. A obra que construiu em lógica é tanto mais notável quanto se conhece que a área da lógica não era, na história do pensamento português, uma área de grande desenvolvimento. Para não sublinhar que, ao tempo, era ocupação de muito poucos. Na sua área de investigação lutou contra a corrente. O Professor Manuel Curado (2001) aponta, de modo incisivo, na História do Pensamento Filosófico Português que Edmundo Curvelo foi o melhor lógico português do Século XX e mais: “Para o melhor e para o pior, Curvelo é a lógica do século XX em Portugal.” (Curado, 2001: 345). Quer antes, quer depois, nada de mais significativo se encontra na história da lógica do século XX português do que o trabalho do professor alentejano.
Foi, sem dúvida, uma vida curta, para quem e de quem muito, ainda, se esperava. Contudo, nem por isso, uma vida menos profunda de significado e pensamento. É rico o legado que deixou, através dos seus escritos, às gerações vindouras. Apesar do seu curto magistério, enquanto Professor da Faculdade de Letras da Universidade de Lisboa, o trabalho que desenvolveu não deixa de manifestar, no empenho, exigência, estudo e dedicação, aquilo que se exige a um professor universitário: boas aulas, boa investigação. Os actuais investigadores da sua obra não se inibem de destacar o trabalho meritório e original que desenvolveu. O testemunho dos seus antigos alunos destaca o fabuloso professor de filosofia que tiveram. Convém sublinhar, no entanto, que o Doutor Edmundo Curvelo antes de ser professor universitário foi professor do Liceu e do Colégio Militar. Também aí, com os mais novos, descobre-se, nos apontamentos para as aulas, o cuidado pedagógico em bem introduzir os alunos na arte de pensar e, sobretudo, em despertar a curiosidade dos alunos. Curvelo, quer no liceu, quer na universidade, sempre desejou que os alunos se atrevessem a pensar por eles mesmos: mais do que repetir as aulas que ele proferia, almejava que os alunos fossem capazes de mostrar reflexão e autonomia. Que melhor virtude se pode encontrar num educador do que aquela que percebe que a vida e o pensamento fazem-se em conjunto, mas que ninguém vive, nem pensa, por ninguém? O Professor Edmundo Curvelo prezava o uso constante da inteligência. Exercitava-a e admirava o seu exercício nos outros: fossem alunos, professores, gente comum, autores de livros… Como diria: “Toda-a-Gente”. Para não faltar informação ao bom uso da inteligência, são pormenorizadas as listas de bibliografia que preparava e justificava, mediante relatórios, para aquisição das bibliotecas de modo a que os alunos tivessem acesso ao que de mais recente se publicava no mundo.
Diz com quem ele conviveu e trabalhou: “Inteligência privilegiada, de acentuado pendor conceptual, multímoda cultura, dotes de exposição dignos de relevo, insaciável ânsia de saber, facilidade de empatia, entusiasmo que galvanizava a equipe de trabalho de que fizesse parte – eis alguns dos predicados da rica personalidade de Edmundo Curvelo” (Boletim do Instituto de Orientação Profissional, 1955). E mais à frente: “Os trabalhos publicados e outros que deixou inéditos, bem como o apreço que merecia a altos espíritos, tanto nacionais como estrangeiros [correspondeu-se, por exemplo, com Willard Van Orman Quine e Alonzo Church], deixam ver que era, realmente, um ‘grande’.” Pela singularidade da sua vida, trabalho e obra merece não ser esquecido e, principalmente, relido com mais frequência.

## Estudos
Edmundo Curvelo doutorou-se, em 1948, na Faculdade de Letras da Universidade de Lisboa com a tese Multiplicidades Lógicas Discretas. Foram arguentes principais das suas provas os Prof. Doutores Vieira de Almeida, Mattos Romão da Universidade de Lisboa, e Joaquim de Carvalho, Universidade de Coimbra. Anteriormente, houvera, na mesma Faculdade, entre 1932 e 1936, cursado Ciências Históricas e Filosóficas, tendo aí obtido o grau de licenciado.
Durante os estudos primários e liceais destacou-se já como aluno de elevada excelência, merecendo, em diferentes anos escolares, o prémio de melhor aluno da sua escola e de todo o país. Por esta razão, como refere o Professor Franco de Oliveira, “não é de estranhar, portanto, que tenha beneficiado de isenção de propinas durante toda a sua vida escolar e de Bolsas de Estudo no Curso Complementar dos Liceus (6º e 7º anos), durante todo o curso universitário na Faculdade de Letras de Lisboa, e ainda nos dois anos de estágio para professor liceal.” (Oliveira, 2005: 14)
Os professores que marcam positivamente os alunos revelam-se por duas características: o saber e a amizade. Neste sentido, na vida de estudante de Edmundo Curvelo sobressaem três professores. São eles: o professor liceal, Dr. Costa Cabral, e os professores universitários, Doutores Vieira de Almeida e Joaquim de Carvalho.
Uma palavra final para sublinhar que Curvelo estudou e dominava com excelência a língua inglesa, francesa e alemã.

## Trabalho profissional
Depois da obtenção do grau de licenciatura, Edmundo Curvelo foi professor. Começou por exercer no Colégio Moderno, escola particular, e depois, sucessivamente, até ao Exame de Estado no grupo de Filosofia e História, nos liceus Bocage, em Setúbal, Pedro Nunes e Passos Manuel, em Lisboa, e Jaime Moniz, no Funchal.
Em 1939 era professor do Liceu Pedro Nunes, onde, mesmo sem todos os requisitos legais necessários, chegou a ser metodólogo (orientador de trabalhos de metodologia do 1º Grupo Liceal). Anos mais tarde, 1944 a 1946, veio a ser também o primeiro professor civil do Colégio Militar, onde organizou e montou um Laboratório de Psicologia.
No ensino liceal ensinou as disciplinas de Filosofia e História.
Desde a entrega da tese de doutoramento, em 1947, passou a integrar o quadro de professores da Faculdade de Letras da Universidade de Lisboa, onde leccionou História da Filosofia Antiga, Moderna e Contemporânea, Teoria do Conhecimento, Moral, Lógica e Trabalhos de Seminário.
Por fim, depois de ter realizado o curso de Peritos Orientadores foi, a partir de 1949, também professor do Instituto de Orientação Professional. Nesta tarefa foi um dos precursores, em Portugal, na introdução dos testes psicotecnicos.
Pela mesma altura fez parte da Comissão Especial para a Literatura Infantil e Juvenil. Comissão presidida pelo Professor João de Serras e Silva e criada pelo Estado português para propor relatórios em ordem à elaboração de legislação a aplicar a publicações e cinema para menores.

## Publicações
Edmundo Curvelo publicou, na brevidade da sua vida, um pouco mais de 1500 páginas de pensamento original, fora as traduções que efectuou do francês e do inglês. As 1500 páginas dividem-se do seguinte modo: 5 livros, 11 artigos (há a referência de mais dois, mas que se repetem no conteúdo) e 7 textos, que o próprio autor considera menores.

### Livros
Um traço transversal a todos os escritos de Curvelo é a Lógica. A lógica é, assim, o assunto principal dos livros Introdução à Lógica (1943) e Multiplicidades Lógicas Discretas (1947). O outro traço é a aplicação da lógica a outras áreas do conhecimento. De acordo com este traço, dedica um livro à ética – Relações Lógicas, Psicológicas e Sociais da Ética (1946) – onde faz a sua primeira aplicação da lógica a assuntos que, segundo ele, requerem ser logificados para se revestirem de cientificidade; e dois à psicologia: Fundamentos Lógicos da Psicologia (1945) e Os Princípios da Logificação da Psicologia (1947). A psicologia é a outra área que necessita de ser logificada e a que Curvelo elege como centro da sua investigação.

### Artigos
No que diz respeito aos artigos, Curvelo configura-os em dois conjuntos diferentes: textos que ele próprio considera de menor impacto e os artigos de maior desenvolvimento. Divide estes últimos 9 artigos sob três títulos diferentes e que emprestam continuidade a cada artigo publicado individualmente. Este aspecto mostra bem o cuidado que tinha em ser sistemático. Nestes 9 artigos mantém a preocupação intelectual com a lógica pura, na série de artigos dos Principia Logicalia e Questiones Logicales; e com a aplicação da lógica à psicologia, na série de artigos dos Opuscula Psychologica. Os restantes 4 foram publicados com títulos individuais, embora 2 coincidam, conforme dito anteriormente, no conteúdo, com um texto da série Questiones Logicales e outro com um texto da série Opuscula Psychologica.

#### (1) Textos de divulgação
(1946) - “A bomba atómica, a tabuada e o mais que adiante se verá”, “O resto da bomba atómica”, “Dois professores e uma história a meia voz – a noção de estrutura” (textos de carater científico publicados nos números 9 e 16 da revista  Mundo Literário  existente entre 1946 e 1948) , “Tombam ídolos dos altares (a substantivação)”,  “Filósofos e cientistas I”, “Filósofos e cientistas II”;
(1947) - “Os paradoxos do mestre Xis. Paradoxos lógico-matemáticos”.

#### Artigos de fundo
Principia Logicalia:
(1948) - “Principia logicalia I. Noções e sistemas da lógica elementar encarados de ponto de vista superior” e “Principia logicalia II. Estruturas lógicas”;
Questiones Logicales:
(1948) - “Questiones logicales I. Do substantivo, do adjectivo e, em geral, da lógica e da gramática”, “Questiones logicales II. Sur l'invariance logique”;
(1950) - “Questiones logicales III. Pour la théorie des systèmes logiques de transformation duale”;
(1951) - “Questiones logicales IV. Problemática filosófica da probabilidade”;
Opuscula Psychologica:
(1950) - “Opuscula psychologica I. Da teoria e da prática da psicotécnica”;
(1951) - “Opuscula psychologica II. Fundamentação Epistemológica da Psicologia”, “Opuscula psychologica III. Teoria dos Factores”.

#### Outros artigos
(1947) - “Sobre os fundamentos da lógica”;
(1950) - “Problemática filosófica da probabilidade”, cujo conteúdo é igual ao do artigo “Questiones logicales IV”;
(1951) - “Pour la théorie des sytèmes de transformation duale”, cujo conteúdo é igual ao do artigo “Questiones logicales III”;
(1952) - “Conhecimento científico”.

### Traduções
No campo das traduções, registam-se as seguintes: Os Sistemas Filosóficos, dois volumes (1942), de A. Cresson; Arte Primitiva, dois volumes (1943), de L. Adam; e História do Neo-Realismo Americano (1949) de William P. Montague (neste com um prefácio de 48 páginas escrito por Curvelo).